# Municipio de Roja
El municipio de Rojas (en Letón: Rojas novads) es uno de los ciento diez municipios de Letonia, que abarca una pequeña porción del territorio de dicho país báltico. Fue creado durante el año 2009 después de una reorganización territorial. La capital es la villa Roja.

## Ciudades y zonas rurales
- Rojas pagasts (zona rural)
- Mērsraga pagasts (zona rural)

## Población y territorio
Su población se encuentra compuesta por un total de 6.271 personas (2009). La superficie de este municipio abarca una extensión de territorio de unos 309,5 kilómetros cuadrados. La densidad poblacional es de 20,26 habitantes por cada kilómetro cuadrado.